# M/S Stellamar
M/S Stellamar är ett av tolv i en serie fartyg med hybriddrift som ska leda rederiet Atobatc Shipping AB omställning till grönare transporter.
Till sjöss drivs fartyget med lågsvavlig marindiesel men det kan framföras kortare sträckor på el. Batteriet, som har en kapacitet på 1 MWh, kan laddas med landström eller med hjälp av huvudmotorn.
Rederiet hanterar ett 30-tal fartyg för bulk- och projektlast på 4 000 till 6 000 ton.  Stellamar är det andra fartyget med hybriddrift som har levererats till rederiet.